# 페르티 카르피넨
페르티 요하네스 카르피넨(핀란드어: Pertti Johannes Karppinen, 1953년 2월 17일 ~ )은 은퇴한 핀란드의 조정 선수로  1976년, 1980년과 1984년 싱글 스컬에서 3연속 올림픽 금메달을 획득한 것으로 알려졌다.

## 생애
카르피넨은 1979년과 1985년 세계 타이틀을 우승하였고 한번은 실내 조정에서 세계 기록을 보유하였다.  그의 스타일은 꾸준한 경주로 노를 저어 파괴적인 스프린트로 끝내는 것이었다.  경주의 초기 부문에서 그는 가끔 몇몇의 보트 길이에 의하여 자신의 라이벌들을 추적하여 경주 마무리에서 그들을 잡으려고만 했다.
카르피넨과 거대한 독일의 스컬러 페터미하엘 콜베는 스포츠의 역사상 거대한 경쟁들 중의 하나를 가졌다.  콜베가 역사상 여러 다른 싱글 스컬러보다 더많은 올림픽과 세계 선수권 메달을 가지고 있어도 그는 전혀 올림픽 금메달을 획득한 적이 없다.  1976년과 1984년 두번이나 콜베는 전체의 경주를 이끌어 카르피넨에 의한 경주의 마지막 몇미터에 지나칠 만했다.  서독이 소련의 아프가니스탄 침공에 항의하는 데 경기에 보이콧하기로 선택했기 때문에 콜베와 카르피넨은 1980년 모스크바 올림픽에서 서로 향하지 않았다.
카르피넨과 콜베는 1988년 서울 올림픽에서 마지막으로 한번 서로 향했다.  카르피넨은 결승전에 이루는 데 놓쳤으나 7위를 위한 위로 경주를 이겼다.  콜베는 천재 토마스 랑게에 의하여 패하면서 다시 은메달을 획득하였다.  카르피넨은 1992년 바르셀로나 올림픽에 나가 10위를 하였다.
카르피넨과 러시아의 비야체슬라프 이바노프는 3연속 올림픽에서 싱글 스컬 금메달을 획득하는 데 단 둘의 선수들이다.  싱글 스컬에 곁으로 카르피넨은 또한 자신의 동생 레이마와 함께 더블에 나가 1981년 세계 조정 선수권 대회에서 은메달을 획득하였다.  현재 카르피넨은 국가대표 조정 코치로서 일하며 또한 둘다 국제 수준에 나간 자신의 아들 유호와 딸 에바를 훈련시키기도 한다.

## 같이 보기
- 올림픽 다관왕 목록